# مارک وان
مارک وان (انگلیسی: Marc Vann؛ زادهٔ ۲۳ اوت ۱۹۵۴) یک هنرپیشه اهل ایالات متحده آمریکا است.